# Lepadella lata
Lepadella lata är en hjuldjursart som beskrevs av Wiszniewski 1939. Lepadella lata ingår i släktet Lepadella och familjen Lepadellidae. Inga underarter finns listade i Catalogue of Life.